# Саура, Карлос
Ка́рлос Са́ура Атаре́с (исп. Carlos Saura Atarés; 4 января 1932, Уэска, Испания — 10 февраля 2023, Кольядо-Медьяно, Испания) — испанский кинорежиссёр, фотограф, сценарист. Младший брат художника Антонио Сауры.

## Биография
В полнометражном кино дебютировал лентой «Бродяги» (1960), которая проложила в испанский кинематограф дорогу неореализму — стилю, распространившемуся к тому времени по всей Европе. Он же есть и в «Охоте» (1966), серьёзной работе, анализирующей раны, нанесённые гражданской войной. Это жуткая история охоты трёх ветеранов Фаланги, занимающих различные жизненные позиции. Натурные съёмки, скучные ландшафты и контрастная операторская работа Луиса Куадрадо сделали этот фильм ориентиром для последующих кинолент и принесли большой международный успех, подтверждённый Серебряным медведем на Международном Кинофестивале в Берлине.
В 1967 году Саура начинает сотрудничество с продюсером Элиасом Керехетой на фильме «Охлаждённый мятный коктейль», дающем начало более известному периоду в его карьере. Это оригинальное психологическое исследование последствий франкистских репрессий по окончании гражданской войны — сексуальной закрепощённости и других недостатков. Развязка фильма такая же жестокая, как и в «Охоте», но теперь она происходит в памяти или в более примитивных инстинктах персонажей.
Темы и образы, отшлифованные этим абстрактным стилем, развивались в сотрудничестве с Керехетой, который стремился обмануть цензуру и высветить недостатки испанского общества, и продолжились в фильмах «Стресс: три, три» (1968), «Нора» (1969) и «Сад наслаждений» (1970).
«Ана и волки» (1973) представляет замкнутый мир большой усадьбы одной испанской аристократической семьи. Рафаэла Апарисио, владычица этого замкнутого мира, повторно появится в фильме «Маме исполняется сто лет» (1979) — своеобразном продолжении фильма «Ана и волки». В родовой замок приезжает гувернантка-иностранка, чтобы обучать детей Хуана — хозяина дома. Подавленные желания трёх мужчин прорываются после приезда этой красивой девушки, чьи манеры более свободны, а её искренность пробуждает в подсознании мужчин потаённые желания. Ана взбудораживает окружающий её мир замкнутой и консервативной семьи, разоблачая таким образом проблемы, которые во многом определяют испанское общество того времени.
В фильме «Кузина Анхелика» (1974), который получил специальный приз жюри на Каннском кинофестивале, прошлое (1936) и настоящее (1973) объединяются, и это показывается посредством смешения прошедшего времени, которое воспроизводится в сценах фильма, включённых в рамки одного и того же эпизода. Таким образом раскрывается тема присутствия страданий прошлого в настоящем — классический приём психоанализа. Присутствие прошлого в настоящем также имеет такие сокрущающие последствия, как контраст детской любви Луиса и Анхелики, которая была, возможно, её единственной любовью, и взрослых отношений Луиса и Анхелики, уже женатых, в ситуации, которая делает невозможным восстановление прежних эмоциональных отношений. Воспоминания и проникновение прошлого в настоящее были хорошо показаны уже в предыдущей работе «Сад наслаждений» (1970).
«Выкорми ворона» (1975), также отмеченный жюри на Каннском кинофестивале, снова использует тему воспоминаний, противопоставляя взгляд девочки Аны авторитарным персонажам.
В фильме «Элиза, жизнь моя» (1977), исходя из очень амбициозной идеи взаимоотношений кино и литературы, ведётся непрерывный диалог с характерными элементами кино: изображением, звуком, музыкой и текстом. В ряде сцен есть глубокая связь между написанием текстов и составлением визуальных композиций. Дневник, который ведёт персонаж Фернандо Рея, является источником воспринимаемых нами высказываний, но всё осложняется его дочерью, которую играет Джеральдина Чаплин, когда она читает этот дневник своей смерти. Во всё это вплетены ссылки на «El gran teatro del mundo» Кальдерона де ла Барка, «El Criticón» Бальтасара Грасиана и миф о Пигмалионе, который слышен в виде оперы Жан-Филиппа Рамо (Пигмалион, 1748). Лейтмотивом фильма является музыка «Первой Гноссиенны» знаменитого французского композитора начала XX века, Эрика Сати, которая переносит нас в область воспоминаний.
С приходом демократии в Испанию Саура становится выдающимся кинематографистом переходного периода (исп. Transición española — переход от диктатуры Франко к демократическому и правовому обществу). Фильм «С завязанными глазами» (1978) — рассуждение о страданиях и несправедливости в Латинской Америке. В следующем году Саура берётся за свою первую комедию «Маме исполняется сто лет», пересматривая семью из фильма «Ана и волки» в комическом ключе и с ощущением конца эпохи Франко. Фильм достигает успеха у критики и публики, награждается на разных кинофестивалях и выдвигается на «Оскар» в номинации «лучший иностранный фильм».
Саура умер от дыхательной недостаточности, в своём доме в Кольядо-Медьяно, Мадрид 10 февраля 2023 года в возрасте 91 года. Он должен был получить почётную премию «Гойя» за пожизненные достижения, на следующий день после его смерти, 11 февраля во время 37-й церемонии вручения премии «Гойя». Он был удостоен почётной премии посмертно во время церемонии.

## Фильмография
- 1955 — Фламенко / Flamenco (к/м)
- 1956 — Маленькая река Мансанарес / El pequeño río Manzanares (к/м)
- 1957 — Воскресный вечер / La tarde del domingo (к/м)
- 1958 — Куэнка / Cuenca (док.; специальное упоминание на кинофестивале в Сан-Себастьяне)
- 1959 — Бродяги / Los golfos
- 1964 — Плач по бандиту / Llanto por un bandido
- 1966 — Охота / La caza (Серебряный медведь на Берлинском кинофестивале)
- 1967 — Охлаждённый мятный коктейль / Peppermint frappé (Серебряный медведь на Берлинском кинофестивале)
- 1968 — Стресс: три, три / Stress es tres, tres
- 1969 — Нора / La madriguera
- 1970 — Сад наслаждений / El jardín de las delicias
- 1973 — Ана и волки / Ana y los lobos
- 1974 — Кузина Анхелика / La prima Angélica (Специальный приз жюри на Каннском кинофестивале)
- 1975 — Выкорми ворона / Cría cuervos (Приз жюри на Каннском кинофестивале)
- 1977 — Элиза, жизнь моя / Elisa, vida mía (приз за лучшую мужскую роль Фернандо Рею на Каннском кинофестивале)
- 1978 — С завязанными глазами / Los ojos vendados (номинация на Золотую пальмовую ветвь; премия за лучший сценарий от Общества писателей-сценаристов)
- 1979 — Маме исполняется сто лет / Mamá cumple 100 años (номинация на Оскара за лучший иностранный фильм; специальный приз жюри на кинофестивале в Сан-Себастьяне)
- 1980 — Быстрей, быстрей! / Deprisa, deprisa (Золотой медведь на Берлинском кинофестивале)
- 1981 — Кровавая свадьба / Bodas de sangre (приз за лучший фильм от CEC)
- 1981 — Сладкие часы / Dulces horas
- 1982 — Антониета / Antonieta
- 1983 — Кармен / Carmen (номинация на Оскар за лучший иностранный фильм, премия BAFTA, приз жюри Каннского кинофестиваля и другие награды)
- 1984 — Ходули / Los zancos
- 1986 — Колдовская любовь / El amor brujo
- 1988 — Эльдорадо / El Dorado
- 1988 — Тёмная ночь / La noche oscura
- 1990 — Ай, Кармела! / ¡Ay Carmela! (тринадцать премий «Гойя» и другие награды)
- 1991 — Севильяны / Sevillanas
- 1991 — Юг / El sur
- 1992 — Марафон / Maratón
- 1993 — Стреляй! / ¡Dispara!
- 1995 — Фламенко / Flamenco
- 1996 — Такси / Taxi
- 1997 — Птичка / Pajarico
- 1998 — Танго / Tango (номинация на Оскар за лучший иностранный фильм, Приз за операторскую работу в Каннах и др. награды)
- 1999 — Гойя в Бордо / Goya en Burdeos (Гран-При двух Америк в Монреале)
- 2001 — Бунюэль и стол царя Соломона / Buñuel y la mesa del rey Salomón
- 2002 — Саломея / Salomé (приз за артистическую ценность в Монреале)
- 2004 — Седьмой день / El séptimo día
- 2005 — Иберия / Iberia; Премия «Гойя» за лучшую операторскую работу Хосе Луиса Лопеса-Линареса (José Luis López-Linares).
- 2007 — Фаду / Fados (документальный)
- 2009 — Я, Дон Жуан / Io, Don Giovanni
- 2010 — Фламенко, фламенко / Flamenco, Flamenco
- 2013 — 33 дня / 33 días
- 2015 — Аргентина (фильм, 2015) / Argentina
- 2016 — Хота[исп.] / Jota de Saura
- 2018 — Ренцо Пьяно, архитектор света /Renzo Piano, an Architect for Santander
- 2021 — Гойя, 3 мая / Goya 3 de mayo
- 2021 — Роза роз. Гражданская война / Rosa Rosae. La Guerra Civil

## Спектакли
- 2009 — Фламенко сегодня / Flamenco hoy (музыкальное шоу)

## Литературные работы
- Pajarico solitario. — Libros del Alma, 1997. — 95 с. — ISBN 978-8492248131.

## Изданные сценарии
- Esa luz. — Galaxia Gutenberg, 2000. — 266 с. — ISBN 978-8481092929.
- Goya en Burdeos. — Barcelona: Galaxia Gutenberg, 2002. — 136 с. — ISBN 8481093645.
- Элиза, жизнь моя = Elisa, vida mía. — Montpellier: Centre d'études et de recherches sociocritiques, 1993. — 116 с.
- Выкорми ворона = Cría Cuervos. — Books Group, Llc Books, 2010. — 90 с. — ISBN 1155189264.

## Награды
- Лучший режиссёр, Берлин — «Охота» (1965).
- Серебряный медведь, Берлин-1968 — «Мятный коктейль со льдом» (1967).
- Prix L’Age d’Or за лучший фильм на кастильском наречии от аргентинской Ассоциации летописцев кинематографии (la Asociación de Cronistas Cinematográficos), за «Анна и волки» (1972)
- Специальный приз жюри, Канны-1974 за фильм «Кузина Анхелика» (1973). Номинация на «Оскар» за лучший иностранный фильм.
- Специальный приз жюри, Канны-1976 за фильм «Выкорми ворона» (1975). Номинация на «Оскар» за лучший иностранный фильм — 1976. Приз французских критиков (1976). Приз критиков на фестивале в Брюсселе (1977). Лучший фильм, Лучший режиссёр, Лучшая актриса (Джеральдина Чаплин) от нью-йоркской Ассоциации летописцев (la Asociación de Cronistas de Espectáculos) — 1978.
- «Элиза, жизнь моя» (1977); Приз актёру Фернандо Рэю в Каннах-1977. Лучший фильм по версии CEC — 1978.
- «Маме исполняется 100 лет» (1979); Специальный приз жюри на Международном кинофестивале в Сан-Себастьяне (1979). Номинация на «Оскар» за лучший иностранный фильм — 1979. Лучший сценарий на фестивале в Чикаго — 1979. Специальный приз критиков на фестивале в Брюсселе — 1980.
- «Быстрей, быстрей» (1980); Золотой медведь на Берлинском кинофестивале 1981 года. Специальный приз на фестивале в Сиднее — 1981.
- Командор ордена «За заслуги перед Итальянской Республикой» — 1984[11].
- Премии «Гойя» — 1990 за «Ай, Кармела!»: Лучший фильм, Лучший режиссёр, Лучшая актриса в главной роли (Кармен Маура), Лучший актёр в главной роли (Андрес Пахарес), Лучший актёр второго плана (Габино Диего), Лучший адаптированный сценарий (Карлос Саура и Рафаэль Аскона), Лучший продюсер, Лучший монтаж, Mejor dirección artística, Лучший подбор костюмов, Лучший грим, Лучший звук, Лучшие спецэффекты.
- Золотая медаль Академии кинематографического искусства и наук Испании (la Academia de las Ciencias y las Artes Cinematográficas) — 1992.
- Медаль от la Orden de Artes y Letras Франции — 1993.
- Великий офицер ордена «За заслуги перед Итальянской Республикой» — 2004[12].
- Почётный доктор в Университете Сарагосы (1994).
- Приз за вклад в мировой кинематограф (2016, Московский международный кинофестиваль)
- Кавалер Большого креста ордена Альфонсо X Мудрого — 2023, посмертно[13]